# Iké Ugbo
Iké Dominique Ugbo, genannt Ike Ugbo (* 21. September 1998 in Lewisham, London) ist ein kanadisch-englischer Fußballspieler, der beim ES Troyes AC unter Vertrag steht und aktuell an Sheffield Wednesday ausgeliehen ist.

## Karriere

### Verein
Ugbo begann seine fußballerische Ausbildung 2007 beim FC Chelsea. 2016 unterschrieb er einen Vertrag bei der U23 des Vereins. Zuvor gewann er mit der U18 jedoch schon dreimal den FA Youth Cup und einmal die Liga der U18-Mannschaften. Am 14. September 2014 (3. Spieltag) debütierte er im Alter von 16 Jahren bereits in der Premier League 2 nach Einwechslung gegen den FC Everton. In der gesamten Saison kam er, neben einem weiteren Premier-League-2-Einsatz auch noch in der Youth League zum Einsatz, die er mit der U19 auch gewann. Auch 2015/16 war er noch in beiden Mannschaften vertreten und bekam Einsätze dort und konnte den Youth-League-Titel verteidigen. Sein erstes Tor schoss er am 22. August 2016 gegen die Altersgenossen des FC Liverpool, als er zum Endstand von 4:1 traf. Insgesamt schoss er 11 Tore in 21 Ligaeinsätzen, kam aber nebenbei noch immer für die U18 und U19 zum Einsatz.
Zur kommenden Saison wurde er in die Championship zum FC Barnsley verliehen. Am 5. August 2017 (1. Spieltag) debütierte er gegen Bristol City bei der 1:3-Niederlage direkt in der Startelf. Beim 3:0-Sieg über den AFC Sunderland schoss er sein erstes Tor im Profibereich zum 1:0. Bis Anfang Januar kam er in 16 Ligapartien nur auf dieses eine Tor und eine Vorarbeit.
In der Winterpause holte ihn der FC Chelsea zurück und verlieh ihn eine Liga tiefer an die Milton Keynes Dons. Dort gab er sein Debüt am 20. Januar 2018 (29. Spieltag) bei der Niederlage gegen Northampton Town, als er über die vollen 90 Minuten auf dem Platz stand. Bereits bei seinem dritten Einsatz (31. Spieltag) spielte er erneut über die ganze Spielzeit und traf das erste Mal im Spiel gegen den FC Portsmouth zur 1:0-Führung (1:2). Für die Dons schoss er in 15 Drittligaeinsätzen zwei Tore und kehrte am Ende der Saison wieder nach London zurück.
Jedoch wurde er zur Saison 2018/19 erneut in die League One verliehen, diesmal an Scunthorpe United. Hier debütierte er am 1. September 2018 (6. Spieltag), als er gegen Accrington Stanley bei einem 1:1 in der 83. Minute für Lee Novak ins Spiel kam. Zwei Wochen später (8. Spieltag) schoss er gegen den AFC Wimbledon sein erstes Tor für den Verein, für den er beim 3:2-Auswärtssieg das zwischenzeitliche 3:1 erzielte. Das war jedoch sein einziges Vereinstor in 16 Saisoneinsätzen, wobei er am Anfang und Ende noch jeweils ein Ligaduell für die U23 seines eigentlichen Vereins schoss.
In der kommenden Saison spielte er zum ersten Mal im Ausland, auf Leihbasis bei Roda JC Kerkrade. In der eerste Divisie debütierte er am 26. August 2019 (2. Spieltag) bei einer hohen Niederlage gegen den FC Volendam, als er die erste Halbzeit spielte. Bereits bei seinem nächsten Einsatz (3. Spieltag) schoss er gegen NEC Nijmegen das einzige Tor und sein erstes Tor für die Mannschaft, als man 1:2 verlor. In 28 Ligaeinsätzen schoss er 13 Tore für Roda in der zweithöchsten niederländischen Spielklasse.
Zur Spielzeit 2020/21 wurde er erneut ins Ausland, an Cercle Brügge, verliehen. Bei seinem Debüt am 22. August 2020 (3. Spieltag) gegen den KV Mechelen schoss er in der Startelf stehend direkt sein erstes Tor und verhalf seiner Mannschaft zu einem 3:2-Auswärtssieg. Als man am 17. Oktober 2020 (9. Spieltag) 5:2 gegen die KAA Gent gewann, schoss er den ersten Doppelpack seiner noch jungen Profikarriere (Treffer zum 3:1 und 4:2). Auch bei Brügge entwickelte er sich zum Stammspieler und wurde in allen 32 möglichen Ligaspielen eingesetzt, wobei er 16 Tore (darunter auch viele Doppelpacks) schoss sowie zwei Pokalspiele mit einem Treffer. Damit erreichte er Platz 8 auf der Torschützenliste der Division 1A, obwohl Cercle an keinen Play-off-Spielen teilnahm.
Nach seiner Rückkehr wurde er vom KRC Genk für dreieinhalb bis fünf Millionen Euro fest verpflichtet. Bei seinem Debüt am 29. August 2021 (6. Spieltag) wurde er gegen den RSC Anderlecht spät eingewechselt und traf direkt das erste Mal zum 1:0-Sieg.
Bis Ende Januar 2022 bestritt er 18 von 19 möglichen Ligaspielen für Gent, in denen er drei Tore schoss, sowie zwei Pokalspiele mit zwei Toren und fünf Europapokal-Spiele mit einem Tor. Ugbo wechselte dann im Rahmen einer Ausleihe für den Rest der Saison mit anschließender Kaufoption zum französischen Verein ES Troyes AC, der in dieser Saison in die Ligue 1 aufgestiegen war. Ugbo bestritt 14 von 16 möglichen Ligaspielen für Troyes, bei denen er fünf Tore schoss. Ohne dass Ugbo in der neuen Saison ein Spiel für Genk bestritten hatte, wurde dann Anfang August 2022 diese Option gezogen. Im Sommer 2022 wechselte er endgültig nach Troyes und unterschrieb dort einen Vertrag bis 2026. Mit Troyes stieg er in der Saison 2022/23 in die Ligue 2 ab. Daraufhin wechselte er per Leihe zu Cardiff City nach Wales. Im Januar 2024 folgte die Leihe zu Sheffield Wednesday.

### Nationalmannschaft
Ugbo spielte insgesamt 20 Mal für diverse englische Jugendnationalmannschaften. Mit der U-17 nahm er 2015 an der Europameisterschaft teil, die sein Team ohne ein Tor seinerseits auf dem fünften Platz abschloss. Bei der Weltmeisterschaft im selben Jahr schied er mit seinem Team schon in der Vorrunde aus. 2017 schoss er für die U-20 zwei Tore in fünf Einsätzen.
Im Jahre 2021 entschied Ugbo jedoch, künftig für die kanadische A-Nationalmannschaft spielen zu wollen. Am 13. November 2021 debütierte er in der WM-Qualifikation nach Einwechslung gegen Costa Rica.

## Erfolge
FC Chelsea London
- UEFA Youth League: 2015, 2016
- FA Youth Cup: 2015, 2016, 2017
- U-18-Premier League: 2017